# Pleslin-Trigavou
Pleslin-Trigavou é uma comuna francesa na região administrativa da Bretanha, no departamento Côtes-d'Armor. Estende-se por uma área de 21,77 km². Em 2010 a comuna tinha 3 774 habitantes (densidade: 173,4 hab./km²).